# Irena Fusek-Forosiewicz
Irena Fusek-Forosiewicz (z domu Świeżyńska, primo voto Kuczyńska) (ur. 4 sierpnia 1910 w Oharewiczach Gm. Kruhowicze, zm. 18 grudnia 2002 w Penrhos (Walia)) – polska śpiewaczka operowa, malarka.
Od 1922 była uczennicą Żeńskiego Prywatnego Gimnazjum Humanistycznego prowadzonego przez ss. Urszulanki w Krakowie. Po złożeniu egzaminu dojrzałości w 1930 została studentką Wydziału Ogrodniczego Szkoły Głównej Gospodarstwa Wiejskiego, po pierwszym semestrze zmieniła kierunek na Rolniczy. Uczęszczała również na lekcje śpiewu, jej nauczycielem był Adam Didur. W 1937 poślubiła Stanisława Kuczyńskiego, oficera Wojska Polskiego, który po kampanii wrześniowej zaginął, prawdopodobnie został zamordowany przez NKWD w Charkowie w kwietniu 1940. Podczas II wojny światowej mieszkała w Warszawie, a po wyzwoleniu przeniosła się do Bytomia gdzie współorganizowała Operę Śląską, w której była do 1958 śpiewaczką. W 1958 wyjechała odwiedzić rodzinę w Szkocji, skąd nie powróciła. Podjęła decyzję o pozostaniu na emigracji, poznała tam Władysława Fusek-Forosiewicza i wyszła za niego za mąż, od tego czasu mieszkała w Parham Park (hrabstwo West Sussex). W 1969 rozpoczęła pięcioletnie studia malarskie w prowadzonym przez Mariana Bohusza-Szyszko Studium Malarstwa Sztalugowego, została również członkiem Zrzeszenia Plastyków Polskich w Wielkiej Brytanii, z którym wystawiała swoje prace. Pierwszą wystawę indywidualną miała w 1977, w Polsce wystawiała pierwszy raz swoje prace w 1985 w warszawskim Domu Polonii.